# Catecolo O-metiltransferasi
La catecol-O-metiltrasferasi (COMT) è uno degli enzimi che degrada le catecolamine, metilandole sul gruppo ossidrilico catecolico preferenzialmente in posizione 3 (anche detta meta- alla catena laterale). Trasferisce questo metile da un derivato della metionina, S-AdenosilMetionina. L'enzima è localizzato in gran parte nel citoplasma e in minor misura sulla membrana cellulare, nelle vescicole pinocitotiche ed è idrosolubile. Altri enzimi che degradano le catecolamine sono le ammino ossidasi (o MAO), che si differenziano per meccanismo utilizzato (nel loro caso ossidazione della molecola con creazione di ammoniaca) e per locazione. A differenza della COMT, presente prevalentemente in fegato e reni, le MAO sono infatti presenti nelle terminazioni nervose. È da tenere in considerazione che COMT sono state individuate anche in molteplici sinapsi neuronali, non a caso insieme alla MAO-B (appartenente alla famiglia delle ammino ossidasi) è il principale enzima degradante la dopamina.
COMT è un enzima poco specifico, degrada anche altre biomolecole e farmaci con struttura basata sul pirocatecolo, partecipando ad esempio al metabolismo degli estrogeni steroidei.
La catecolo O-metiltransferasi è una metiltransferasi e catalizza la seguente reazione:
S-adenosil-L-metionina + un catecolo ⇄ S-adenosil-L-omocisteina + un guaiacolo
L'enzima dei mammiferi agisce più rapidamente sulle catecolammine come l'adrenalina e la noradrenalina, rispetto ad altri catecoli.
Questo enzima assume importanza anche in medicina, in quanto va a degradare la levodopa somministrata come farmaco anti-Parkinson: è necessario associare la somministrazione del farmaco ad inibitori della catecol O-metiltransferasi, come il Tolcapone o l'Entacapone.